# Heinz Renner
Heinz Renner (né le 6 janvier 1892 à Lückenburg et mort le 11 janvier 1964 à Berlin-Est) est un homme politique allemand communiste.

## Biographie
Né le 6 janvier 1892 à Lückenburg, Heinz Renner participe à la Première Guerre mondiale, après avoir obtenu son diplôme d'études secondaires. À la suite du conflit, il entame une carrière de journaliste. Tout d'abord membre du Parti social-démocrate d'Allemagne, dès 1910, il rejoint ensuite le Parti social-démocrate indépendant d'Allemagne, puis se tourne vers le communiste en intégrant le Parti communiste d'Allemagne. Il s'engage alors en politique, en tant que conseiller municipal à Essen, mais émigre en Sarre, en 1933, après l'élection du parti nazi. Il travaille alors pour le parti communiste. 
Entre 1939 et 1943, il est interné dans différents camps français, sûrement au Vernet, puis à la prison de Castres, d'où il est remis à la Gestapo pour être emprisonné à Ludwigsburg. Libéré en 1945, il est nommé premier maire d'Essen, le 6 février 1946, par les autorités d'occupation britanniques, jusqu'aux élections d'octobre 1946, où il est remplacé par Gustav Heinemann. Durant son mandat, il s'est attelé à la reconstruction de la cathédrale d'Essen, détruite par la guerre. Du 29 aout au 5 décembre 1946, il est ministre des Affaires sociales de Rhénanie-du-Nord-Westphalie, avant d'être ministre des transports dans le même land, du 17 juin 1947 au 5 avril 1948. A cette date, il est forcé à la démission, en même temps que Hugo Paul, car refusant tous deux de s'éloigner de la politique de Josef Ledwohn. Il est ensuite membre du Conseil parlementaire allemand entre 1948 et 1949. Progressiste, sa politique s'oppose alors au chef du parti communiste, Max Reimann, lors de la rédaction de la Loi fondamentale, la constitution allemande. Il propose différentes lois, toutes rejetées, comme l'interdiction des châtiments corporels ou la mise en place d'une semaine de quarante heures. Finalement, le 8 mai 1949, lors de la ratification de cette constitution, il refuse de signer, déclarant : « Je ne signe pas la scission de l'Allemagne ».
Il avait aussi été membre du Parlement de Rhénanie du Nord-Westphalie, du 2 octobre 1946 au 29 septembre 1949, et durant ce mandat, il a dirigé le groupe parlementaire du parti communiste de décembre 1946 à avril 1947 et directeur du comité de travail de juin 1948 à septembre 1949. 
Le 14 août 1949, il est élu au Bundestag, et nommé chef adjoint du groupe parlementaire du parti communiste. C'est le premier député de l'histoire du Bundestag à être rappelé à l'ordre, le 20 septembre 1949, pour avoir traité Konrad Adenauer de menteur. Le 15 juin 1950, il est exclu pour 20 jours, tout comme ses collègues Oskar Müller, Walter Vesper et Friedrich Rische, par le président de l'assemblée Erich Köhler, pour avoir eu un comportement « non parlementaire ». Il récidivera le 14 mai 1952, et sera de nouveau exclu. Son mandat se termine le 6 septembre 1953.
Lors des élections de 1958, il se présente pour devenir Ministre-président de Rhénanie-du-Nord-Westphalie. Néanmoins, le parti communiste d'Allemagne, dont il se réclame, est interdit depuis 1956, et il est donc poursuivi pour cela. Il est emprisonné en 1960, mais malade, il est libéré mais condamné à ne pas quitter le land. Il profite néanmoins d'un séjour autorisé à Karlovy Vary pour fuir en RDA. Heinz Renner meurt finalement le 11 janvier 1964 à Berlin-Est. Il est inhumé à Essen, dans une tombe honorifique, et une place de la ville est nommée en son nom.

### Article d'origine
- (de) Cet article est partiellement ou en totalité issu de l’article de Wikipédia en allemand intitulé « Heinz Renner » (voir la liste des auteurs).